# Netstelige heksenboleet
De netstelige heksenboleet (Suillellus luridus) is een boleet uit de familie Boletaceae. Deze boleet staat vooral in loofbossen in de buurt van beuken en eiken. Ook aan wegkanten kan hij gevonden worden. De groeiperiode strekt zich uit van juni tot oktober. Deze boleet wordt 4 tot 20 cm hoog. Wanneer men deze boleet aansnijdt, heeft hij een geelachtige kleur die echter zeer snel blauw verkleurt. 

## Eigenschappen
Hoed
De hoed van de paddenstoel heeft een doorsnede van 5 tot 25 cm. Hij is aanvankelijk halfbolvormig, maar wordt later gewelfd en onregelmatiger. 
De kleur van de hoed is gelig-grijsbruin tot olijfkleurig, met roestbruine tinten. Bij druk ontstaan er donkerbruine tot blauwzwarte verkleuringen.
Buisjes
De buisjes zijn geel tot geelgroen met een rode opening naar buiten toe, waardoor de onderzijde van de hoed een rode schijn heeft. De groenachtige tot geelachtige buisjes worden op drukpunten snel en intens donkerblauw. 
Steel
De steel is okergeel met een roodbruinig aderig netwerk bekleed dat zich doorgaans over de hele steel uitstrekt. De steel is 8 tot 14 cm lang en 2 tot 5 cm breed. Het vlees is geel en aan de basis rood.
Sporen
De sporenprint is olijfbruin. De langwerpige spoelachtige sporen zijn 10 tot 15 μm lang en 5 tot 7 μm breed.

## Ecologie
Van de vroege zomer tot de herfst (juni-oktober) wordt de boleet met netten vaak aangetroffen onder loofbomen (eiken, linden en beuken), in lanen en parken met volwassen bomen en langs bermen. Omdat hij van kalk houdt, wordt hij vaak aangetroffen op vrij droge, leemachtige en alkalische gronden.

## Verspreiding
De boleet komt in Europa en het oostelijke deel van Noord-Amerika veel voor . In Nederland is deze vrij algemeen tot matig algemeen. Deze paddenstoel staat op de rode lijst (2004) in de categorie 'Kwetsbaar'.

## Eetbaarheid
De paddenstoel heeft geen smaak en een zwakke geur. De paddenstoel (vruchtlichaam) kan in de keuken bij paddenstoelgerechten (uitsluitend) in gekookte vorm gebruikt worden. Deze soort kan echter makkelijk verward worden met de giftige satansboleet, hoewel deze een lichtere hoed heeft.

## Foto's

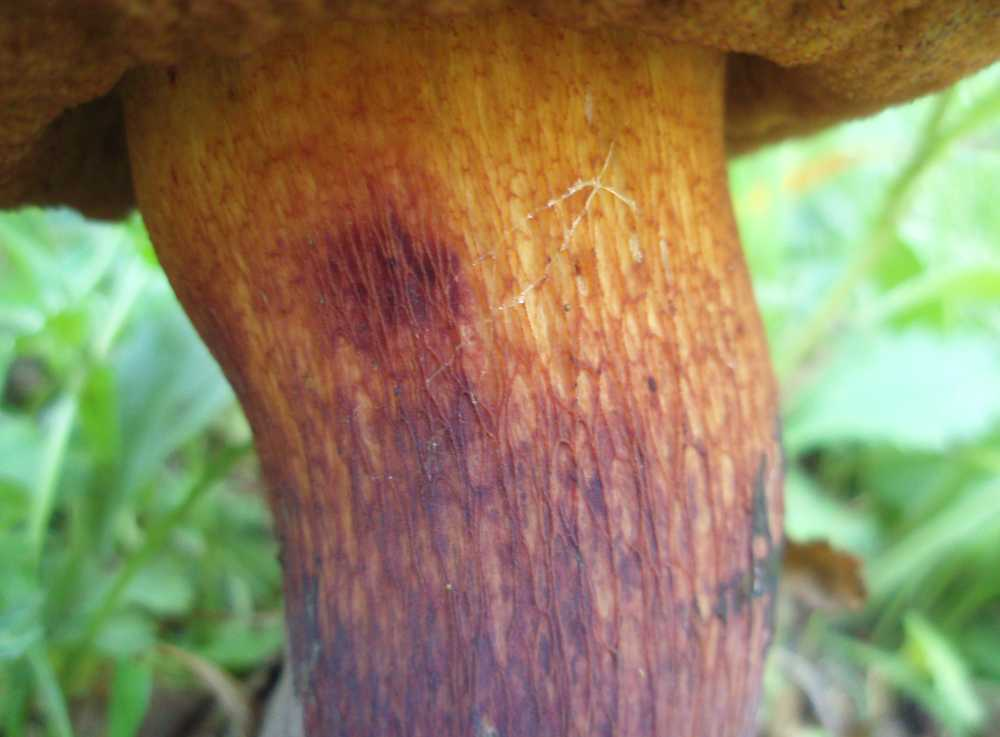
Netwerk op steel
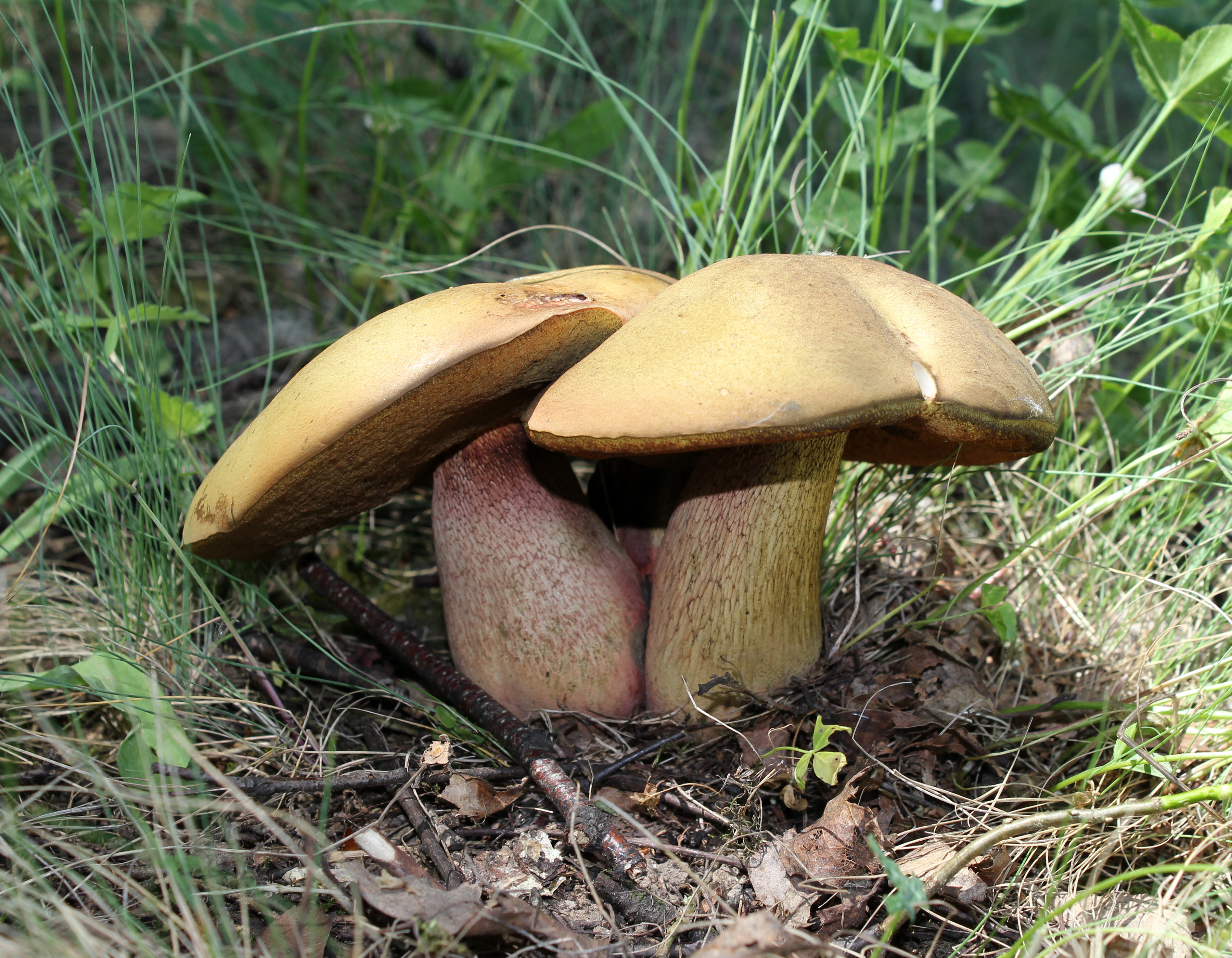
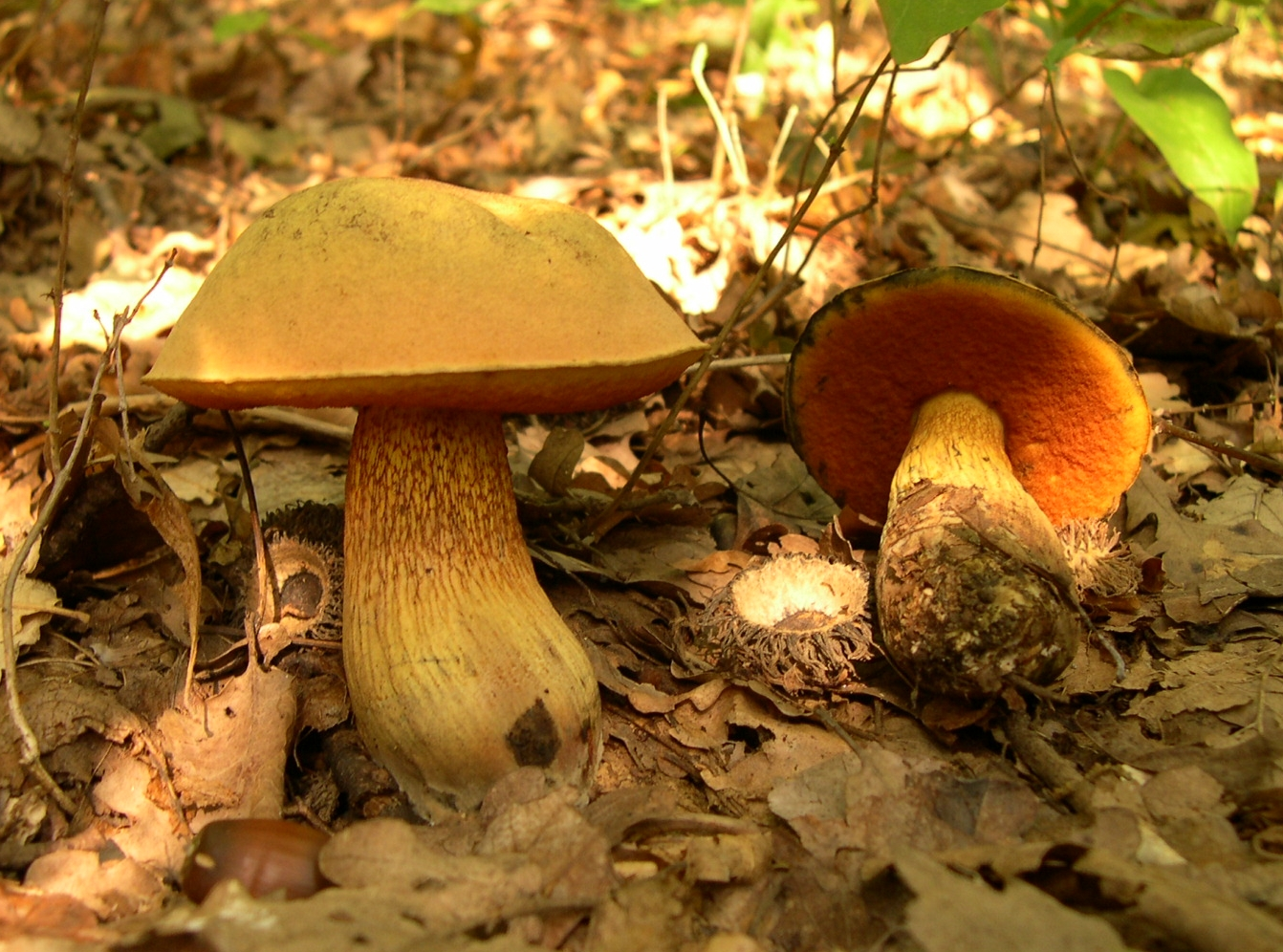
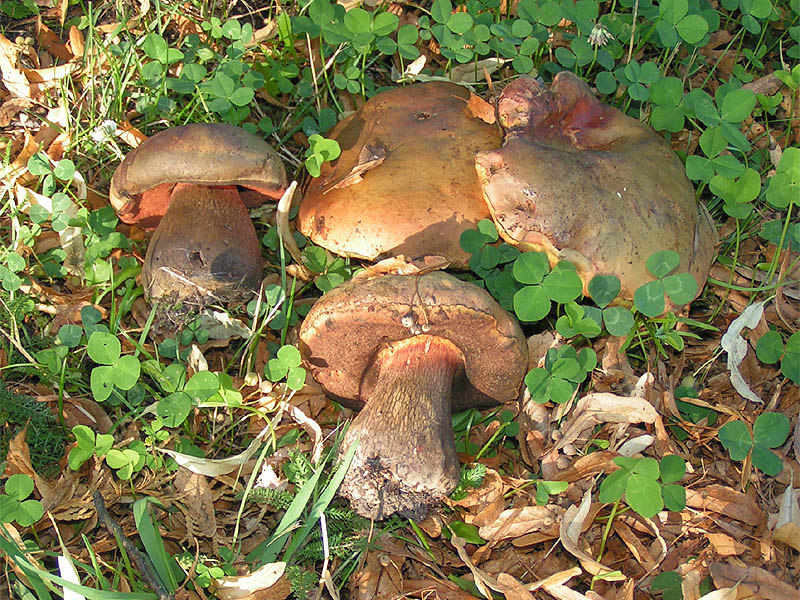
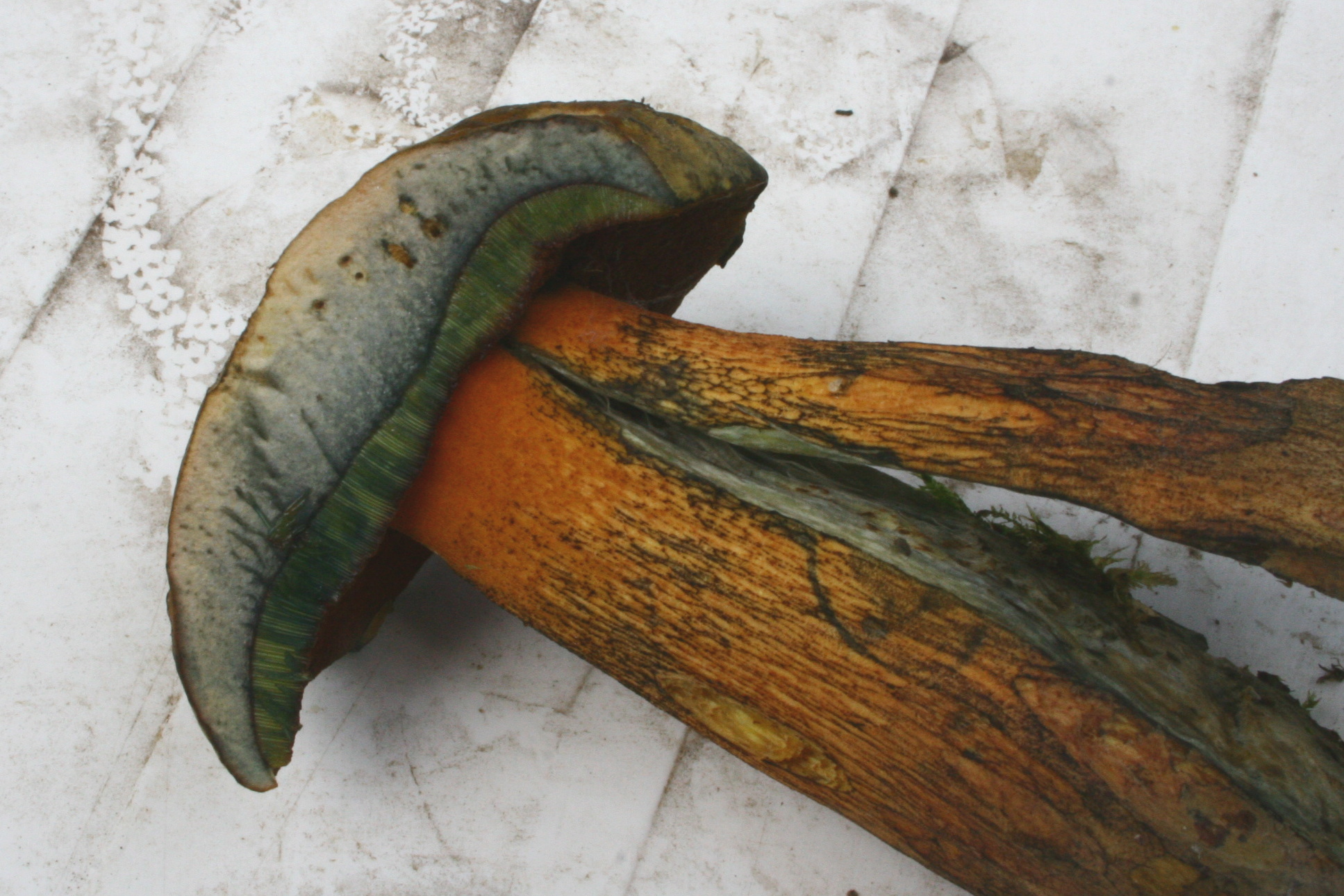
Doorsnede met kenmerkende lijn
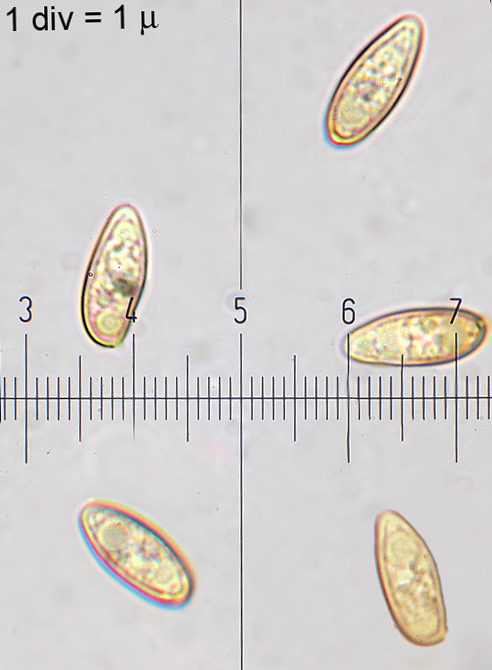
Sporen